# Gabby Williams
Gabrielle Lisa Williams (ur. 9 września 1996 w Sparks) – amerykańska koszykarka występująca na pozycjach niskiej lub silnej skrzydłowej, posiadająca także francuskie obywatelstwo, reprezentantka tego kraju, od 2024 zawodniczka Fenerbahçe.
Została szóstą zawodniczka w historii zespołu UConn Huskies (za Tiną Charles, Rebeccą Lobo, Mayą Moore, Stefanie Dolson, Jamelle Elliott), która zgromadziła na swoim koncie co najmniej 1000 punktów (1582) i 1000 zbiórek, podczas kariery akademickiej. Jaka piąta zawodniczka w historii uczelni zanotowała także triple-double. 
17 sierpnia 2018 podpisała umowę z włoskim Dike Neapol. 22 lutego 2019 została zawodniczką hiszpańskiego Spar Citylift Girona.
3 lutego 2022 trafiła do Seattle Storm. W lipcu 2024 dołączyła do tureckiego Fenerbahçe.

## Osiągnięcia
Stan na 18 sierpnia 2024, na podstawie, o ile nie zaznaczono inaczej.

### NCAA
- Mistrzyni:
  - NCAA (2015, 2016)
  - turnieju konferencji American Athletic (AAC – 2015–2018)
  - sezonu regularnego AAC (2015–2018)
- Uczestniczka NCAA Final Four (2015–2018)
- Laureatka Senior Class Award (2018)
- Defensywna zawodniczka roku:
  - NCAA (2017 według WBCA)[6]
  - AAC (2017)
- Zaliczona do:
  - I składu:
    - All-America (2017 przez United States Basketball Writers Association)
    - turnieju NCAA (2017)

  - II składu All-American (2017 przez Associated Press)

WNBA
- Zaliczona do II składu defensywnego WNBA (2022)

### Drużynowe
- Mistrzyni:
  - Euroligi (2022)[7]
  - EuroCup (2023)
  - Francji (2023)
  - Węgier (2021, 2022)
- Zdobywczyni Pucharu Węgier (2021)
- Finalistka:
  - Pucharu Francji (2023)
  - Superpucharu Francji (2023)

### Indywidualne
- MVP final four Euroligi (2022)[7]
- Defensywna zawodniczka roku Euroligi (2021)[8]
- Zaliczona do:
  - I składu Euroligi (2021)[8]
  - II składu Euroligi (2022)

### Reprezentacja
- Wicemistrzyni:
  - olimpijska (2024)[9]
  - Europy (2021)
- Brązowa medalistka olimpijska (2020)[10]
- Najlepsza defensywna zawodniczka igrzysk olimpijskich (2024)[11]
- Zaliczona do I składu igrzysk olimpijskich (2024)[12]